# Henk Willemse
Henk Willemse (Amsterdam, 5 augustus 1915 - aldaar, 16 december 1980) was een Nederlands kunstenaar.

## Leven en werk
Willemse werd in 1915 in Amsterdam geboren en groeide op in de Jordaan.  Als beeldend kunstenaar was Willemse autodidact. Hij begon zijn loopbaan tijdens de Tweede Wereldoorlog  toen hij ondergedoken zat in een atelier. Na de Tweede Wereldoorlog kwam zijn loopbaan in een stroomversnelling. Hij exposeerde bij de kunstenaarsvereniging "De Onafhankelijken" en won in 1950 de Willink van Collenprijs, een prijs voor jong talentvolle kunstenaars. Zijn werk trok de aandacht van de toenmalige Amsterdamse burgemeester d' Ailly, die werk van hem kocht. In 1951 was hij een van de oprichters van de Amsterdamse Kunstenaars Combinatie. Hij sloot vriendschap met de schilders van de Cobragroep, zoals Karel Appel, Eugène Brands en Jan Sierhuis. In de jaren 1953/1954 exposeerde hij in het Stedelijk Museum van Amsterdam. Eind jaren 50 en begin jaren 60 van de 20e eeuw had hij een atelier buiten Amsterdam, in het Noord-Hollandse Warder nabij het Markermeer (in die tijd nog het IJsselmeer).
Willemse was niet alleen schilder maar ook tekenaar, aquarellist en pentekenaar. Hij was in de jaren 1956 en 1957 als docent verbonden aan de 	Academie van Beeldende Kunsten in Amersfoort. Hij maakte in de jaren 50 en 60 van de 20e eeuw kunstreizen naar Frankrijk, Denemarken, Zwitserland en Italië.
In 1969 deed Henk Willemse mee aan een actie waarbij geprotesteerd werd tegen de bureaucratie van het toenmalige ministerie van CRM. Op een nacht werd de zaal van de Nachtwacht in het Rijksmuseum bezet, tot de ontruiming in de vroege ochtend. Als penningmeester van de Beroepsvereniging van Beeldende Kunstenaars (BBK) kwam hij in datzelfde jaar in conflict met de toenmalige directeur van de BBK Jan Kassies.
Zijn werk werd onder meer gekocht door de Amerikaanse miljonair Benjamin Bernstein, president van Quaker Storage Co. Inc. Bernstein begon vanaf 1957 werken van Willemse aan te kopen en verzamelde een omvangrijke collectie, die hij regelmatig tentoonstelde in Amerika.
Willemse was lid van diverse kunstenaarsorganisatie. Naast de Amsterdamse Kunstenaars Combinatie en Beroepsvereniging van Beeldende Kunstenaars was hij aangesloten bij Arti et Amicitiae  in Amsterdam, de Nederlandse Kring van Tekenaars, de kunstenaarsvereniging "De Onafhankelijken"  en de "Stuwing".
Willemse trouwde tweemaal. Twee van zijn kinderen, Fred en Ria Willemse, waren ook beeldend kunstenaar. Hij overleed in december 1980 op 65-jarige leeftijd in zijn woonplaats Amsterdam.

## Recente exposities
- 2012 Amsterdamse ogen - Oosterkerk te Amsterdam
- 2010 Gezicht op Warder - Warder